# Каркаре
Каркаре (італ. Carcare, ліг. Cancre) — муніципалітет в Італії, у регіоні Лігурія, провінція Савона.
Каркаре розташоване на відстані близько 440 км на північний захід від Рима, 55 км на захід від Генуї, 18 км на північний захід від Савони.
Населення — 5594 особи (2014).

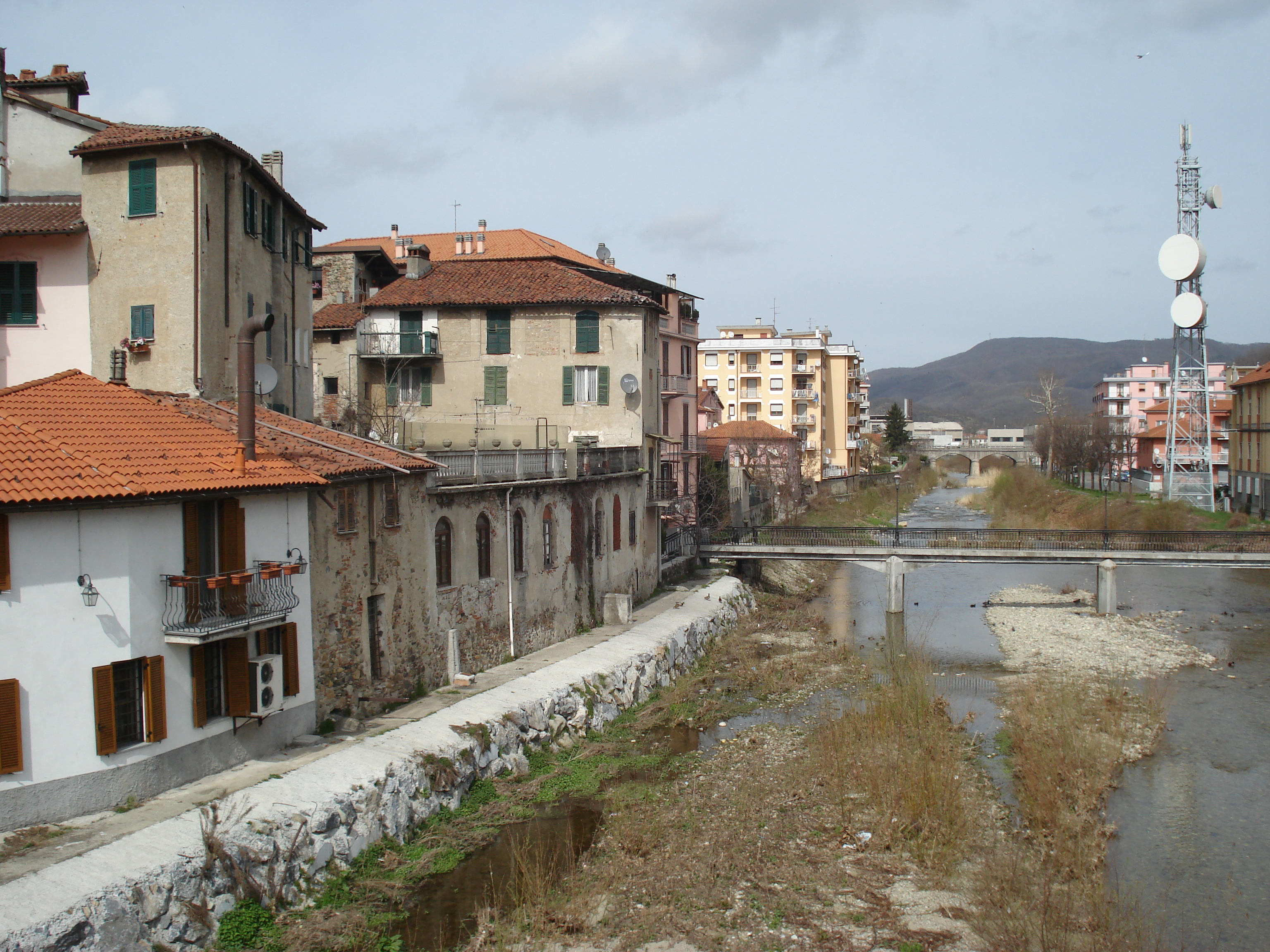

Щорічний фестиваль відбувається 24 червня. Покровитель — святий Іван Хреститель.

## Демографія
Населення за роками:

Станом на 1 січня 2023 року в муніципалітеті офіційно проживало 420 іноземців з 44 країн, серед них 110 громадян країн Євросоюзу та 27 громадян України.

## Сусідні муніципалітети
- Альтаре
- Каїро-Монтенотте
- Коссерія
- Малларе
- Палларе
- Плодіо